# Cerro Armazones
Cerro Armazones – góra w paśmie Sierra Vicuña Mackenna, które jest częścią Kordyliery Nadbrzeżnej, zachodniego łańcucha Andów. Wierzchołek góry jest oddalony 130 km na południowy wschód od miasta Antofagasta w Chile. Góra znajduje się w optymalnej strefie dla astronomii optycznej, z racji tego że ma 89% bezchmurnych nocy w roku. 26 kwietnia 2010 roku rada Europejskiego Obserwatorium Południowego wybrała Cerro Armazones na miejsce budowy Ekstremalnie Wielkiego Teleskopu (ELT), który ma być ukończony w 2027 roku. Przed rozpoczęciem budowy Ekstremalnie Wielkiego Teleskopu szczyt miał wysokość 3046 m n.p.m., obecnie wierzchołek jest ścięty, a powstały płaskowyż jest kilka metrów niższy.
Na sąsiednim wzgórzu, w odległości 1 km na południowy zachód i 230 m poniżej Cerro Armazones, znajduje się polskie obserwatorium astrofizyczne w Chile, Obserwatorium Cerro Armazones (OCA), zarządzane przez Centrum Astronomiczne im. Mikołaja Kopernika PAN w Warszawie; obserwacje prowadzone są przez Projekt Araucaria.